# Jan Bartram
Jan Lewis Bartram (Frederiksberg, 6 maart 1962) is een voormalig betaald voetballer uit Denemarken die als middenvelder speelde. Hij beëindigde zijn actieve loopbaan in 1996 bij de Deense club AGF Århus, waar hij in 1981 ook zijn profcarrière was begonnen.

## Interlandcarrière
Bartram speelde 32 interlands (vijf goals) voor het Deens voetbalelftal. Onder leiding van bondscoach Sepp Piontek maakte hij zijn debuut op 27 januari 1985 in de vriendschappelijke wedstrijd tegen Honduras in Tegucigalpa. Hij moest in dat duel na de eerste helft plaatsmaken voor Pierre Larsen (B 1903). Ook John Stampe (AGF Århus) maakte in die wedstrijd voor het eerst zijn opwachting in de nationale A-ploeg. Bartram nam met Denemarken deel aan het WK voetbal 1986 in Mexico, maar kwam daar niet in actie.

## Erelijst
AGF Århus
- SAS Ligaen

1986
- Deense beker

1992, 1996
 Brøndby IF
- SAS Ligaen

1987